# Torture (Band)
Torture ist eine US-amerikanische Thrash-Metal-Band aus El Paso, Texas, die im Jahr 1986 gegründet wurde und sich Anfang der 1990er Jahre wieder auflöste und im Jahr 2004 wieder aktiv wurde. Die Gruppe spielte zusammen mit Bands wie Sepultura, Death, Overkill, Death Angel, Obituary, Dark Angel, Flotsam and Jetsam, Exodus und Dragonlord.

## Geschichte
Die Band wurde im Jahr 1986 von den Highschool-Freunden Tom Hicks (E-Gitarre, Gesang), Jerry Norland (Schlagzeug), Deric Gunter (Bass) und J.D. Robins (E-Gitarre) gegründet. Nach einigen Proben veröffentlichte die Band im Jahr 1987 die EP Terror Kingdom. Im Jahr 1989 schloss sich dann ihr erstes und einziges Album Storm Alert über Plastic Head an. Da die Band mit diesem Album kaum Erfolg verzeichnen konnte, löste sie sich Anfang der 1990er Jahre wieder auf. Seit 2004 ist die Band wieder aktiv, wobei im Jahr 2006 das Album Storm Alert wiederveröffentlicht wurde.

## Stil
Die Band spielt klassischen Thrash Metal, der sich an dem aus der San Francisco Bay Area orientiert, wobei Einflüsse von Bands wie Slayer, Destruction, Nasty Savage und Death Angel hörbar sind.

## Diskografie
- 1986: Enter the Chamber (Demo, Eigenveröffentlichung)
- 1987: Terror Kingdom (EP, Plastic Head)
- 1989: Storm Alert (Album, Plastic Head)
- 1989: Promo Demo '89 (Demo, Eigenveröffentlichung)